# NGC 4933
NGC 4933 este o galaxie lenticulară situată în constelația Fecioara. A fost descoperită în 9 mai 1784 de către William Herschel.